# フットボールス・アルスヴェンスカン1995
フットボールス・アルスヴェンスカン 1995 は、スウェーデン最上位サッカーリーグの第70シーズン目である。IFKヨーテボリが11回目の優勝を決め、通算16回目のスヴェンスカ・メスタレ・イ・フットボールとなった。前半戦は4月9日から7月6日、後半戦は7月29日から10月28日まで行われた。

## 出来事

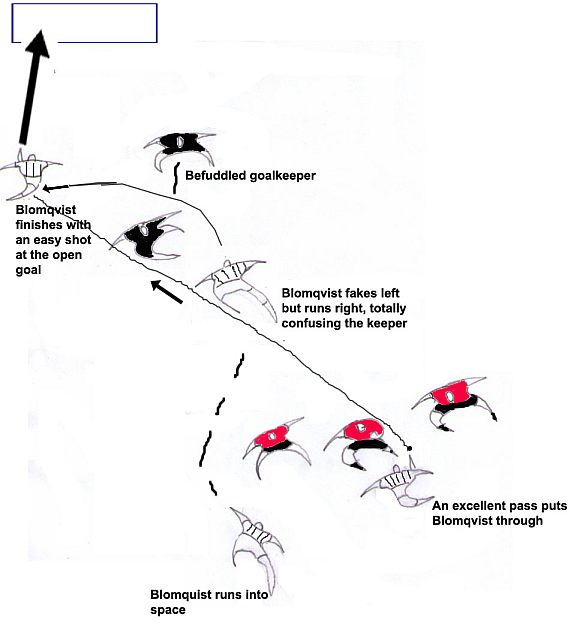
IFKヨーテボリのブロムクヴィストがヘルシンボリスIF戦で決めたゴール

- IFKヨーテボリは第11節終了時最下位とスタートダッシュに完全失敗したが、それでも最後は優勝した。
- この年の9月・10月にはスウェーデンの複数自治体でストライキ (1995年のスウェーデン・コミューンストライキ（スウェーデン語版）) が発生し、当該地域での試合が別会場で開催された[3]。
- 1995年10月3日、IFKヨーテボリはヘルシンボリスIFに3－0で勝利。この試合でIFKGのイェスペル・ブロムクヴィストが相手GKスヴェン・アンデション（スウェーデン語版）相手に、非常にテクニカルなゴールを決めた。ブロムクヴィストは後方からの際どいスルーパスに走り込み、アンデションは斜め後方から対応。ブロムクヴィストのトリッキーなフェイント動作にアンデションは幻惑され、人にもボールにも触れられず、抜かれてしまう。ブロムクヴィストはそのまま無人のゴールまでボールと並走し、ネットの前で軽く蹴って得点した[3]。
- ストックホルムス・スタディオンでの最終節ユールゴーデンスIF-ハルムスタッズBK戦は、試合途中にファンが乱入し主審を蹴ったため、HBKが0－2でリードしたままアンデシュ・フリスク（スウェーデン語版）主審によって打ち切られた。この事件でまたフーリガニズムに関する論争が過熱し、従来この手の問題で取り上げられることの多かったAIKに代わって、今回はライバルのユールゴーデンスがクローズアップされた[3] [4]。
- イェーヴレのストレムヴァッレンのピッチが積雪で使用不能となったため、イェーヴレIFとエステシュIFの入れ替え戦セカンドレグの開催地は、ソルナのロースンダ・スタディオンに急遽変更された[5]。

## 順位表
| 順 | チーム                                     | 試 | 勝 | 分 | 敗 | 得 | 失 | 差  | 点 | 出場権または降格                                   |
| -- | ------------------------------------------ | -- | -- | -- | -- | -- | -- | --- | -- | -------------------------------------------------- |
| 1  | IFKヨーテボリ (C)                          | 26 | 12 | 10 | 4  | 43 | 20 | +23 | 46 | UEFAチャンピオンズリーグ 1996-97出場               |
| 2  | ヘルシンボリスIF                           | 26 | 12 | 6  | 8  | 42 | 36 | +6  | 42 | UEFAカップ 1996-97出場                             |
| 3  | ハルムスタッズBK                           | 26 | 11 | 8  | 7  | 41 | 32 | +9  | 41 | UEFAカップ 1996-97出場                             |
| 4  | マルメFF                                   | 26 | 9  | 12 | 5  | 32 | 28 | +4  | 39 | UEFAカップ 1996-97出場                             |
| 5  | オレブルーSK                               | 26 | 10 | 8  | 8  | 35 | 29 | +6  | 38 | UEFAインタートトカップ 1996出場                    |
| 6  | ジュールゴーデンスIF                       | 26 | 10 | 8  | 8  | 33 | 33 | 0   | 38 | UEFAインタートトカップ 1996出場                    |
| 7  | オルグリーテIS                             | 26 | 9  | 8  | 9  | 22 | 26 | −4  | 35 | UEFAインタートトカップ 1996出場                    |
| 8  | AIK                                        | 26 | 7  | 11 | 8  | 34 | 34 | 0   | 32 | UEFAカップウィナーズカップ 1996-97出場             |
| 9  | デーゲルフォーシュIF                       | 26 | 7  | 11 | 8  | 32 | 45 | −13 | 32 |                                                    |
| 10 | トレレボリスFF                             | 26 | 7  | 10 | 9  | 32 | 30 | +2  | 31 |                                                    |
| 11 | エステシュIF (O)                           | 26 | 5  | 13 | 8  | 41 | 41 | 0   | 28 | クヴァール・ティル・アールスヴェンスカン           |
| 12 | IFKノールシャーピン (O)                    | 26 | 7  | 7  | 12 | 28 | 44 | −16 | 28 | クヴァール・ティル・アールスヴェンスカン           |
| 13 | ハンマルビーIF (R)                         | 26 | 6  | 8  | 12 | 33 | 40 | −7  | 26 | ディヴィショーン・エット・イ・フットボール1996降格 |
| 14 | ヴェストラ・フレールンダIFフットボール (R) | 26 | 5  | 10 | 11 | 35 | 45 | −10 | 25 | ディヴィショーン・エット・イ・フットボール1996降格 |

1. ↑  スヴェンスカ・クッペン・イ・フットボール1995/1996（スウェーデン語版）優勝による出場

## クヴァール・ティル・アールスヴェンスカン
| イェーヴレIF | 0–1 | エステシュIF |
| ------------ | --- | ------------ |
|              |     |              |

| エステシュIF | 3–0 | イェーヴレIF |
| ------------ | --- | ------------ |
|              |     |              |

| GAIS | 1–1 | IFKノールシャーピン |
| ---- | --- | ------------------- |
|      |     |                     |

| IFKノールシャーピン | 1–0 | GAIS |
| ------------------- | --- | ---- |
|                     |     |      |

## データ

### 得点ランキング
| 順位 | 選手                       | 所属                       | 点数 |
| ---- | -------------------------- | -------------------------- | ---- |
| 1    | ニクラス・スコーグ         | ヴェストラ・フレールンダIF | 17   |
| 2    | ヨルゲン・ペッテション     | マルメFF                   | 15   |
| 3    | アンドレアス・アンデション | デーゲルフォーシュIF       | 13   |
| 4    | ダーン・サリーン           | ハンマルビーIF             | 12   |
| 4    | パトリック・カールソン     | IFKノールシャーピン        | 12   |

## 観客動員数

### 動員数上位試合
- 17 859: AIK–ハンマルビーIF 3–2, ロースンダ・スタディオン 1995年5月8日
- 17 356: IFKヨーテボリ–トレレボリスFF（スウェーデン語版） 2–0, ガムラ・ウッレヴィ (1916)（スウェーデン語版） 1995年10月28日
- 16 585: AIK–ユールゴーデンスIF 1–2, ロースンダ・スタディオン 1995年9月19日
- 16 015: マルメFF–ヘルシンボリスIF 0–1, マルメ・スタディオン 1995年9月10日
- 16 015: ヘルシンボリスIF–IFKヨーテボリ 0–3, オリンピア（スウェーデン語版） 1995年10月2日

### クラブ別平均動員数
- 10 940: ヘルシンボリスIF
- 8 893: IFKヨーテボリ
- 8 612: ハンマルビーIF
- 6 933: AIK
- 6 466: ユールゴーデンスIF
- 6 076: オレブルーSK（スウェーデン語版）
- 6 043: デーゲルフォーシュIF
- 5 537: マルメFF
- 5 105: ハルムスタッズBK
- 4 069: IFKノルシャーピン
- 3 476: エステシュIF
- 2 738: オルグリーテIS
- 2 618: トレレボリスFF（スウェーデン語版）
- 1 615: ヴェストラ・フレールンダIF（スウェーデン語版）

### 最小動員試合
- 436: ヴェストラ・フレールンダIF（スウェーデン語版）–IFKノルシェーピン 5–1, ルードダーレンスIP（スウェーデン語版）, 1995年10月28日[6]

## スヴェンスカ・メスタレ
- 監督: ローゲル・グスタヴソン（スウェーデン語版）

| 選手                           | 試合 | ゴール |
| ------------------------------ | ---- | ------ |
| ヨアキム・ビョルクルンド       | 12   | 0      |
| イェスペル・ブロムクヴィスト   | 18   | 3      |
| ペーテル・エーリクソン         | 3    | 0      |
| マグヌス・アーリングマルク     | 26   | 5      |
| マグヌス・"エルメ"・ヨワンソン | 20   | 1      |
| ポントゥス・コーマルク         | 20   | 1      |
| ステファン・ランドバリ         | 23   | 4      |
| ディック・ラスト               | 6    | 0      |
| マッツ・リリエンバリ           | 23   | 6      |
| ステファン・リンドクヴィスト   | 25   | 4      |
| オーロヴ・マグヌソン           | 2    | 0      |
| ミカエル・マッティンソン       | 21   | 4      |
| ホーカン・ミルド               | 9    | 2      |
| ミカエル・ニルソン             | 26   | 6      |
| ヨーナス・オルソン             | 25   | 1      |
| ステファン・ペッタション       | 20   | 4      |
| トーマス・ラヴェッリ           | 20   | 0      |
| ステファン・レーン             | 11   | 2      |
| エーリク・ヴァールステット     | 13   | 0      |